# O Evige, o Gud
O Evige, o Gud är en psalm av Samuel Ödmann i fyra verser. Psalmen uteslöts ur 1937 års psalmbok på grund av neologiska inslag. Också melodin för psalmen uteslöts enligt Kungliga Musikaliska Akademins Minimi-tabell 1844, då den ersattes med melodi nr 35 Gud låter sina trogna här.
Psalmen inleds 1819 med orden:
O Evige, o Gud, till dig
Ditt folk sin lovsång höjer.
Av nådens ljus det fröjdar sig
Och för din tron sig böjer.

## Publicerad i
- 1819 års psalmbok som nr 20 under rubriken "Guds enhet och treenighet".